# Шельфовый ледник Фильхнера

Шельфовый ледник Фильхнера-Ронне показан синим цветом

Ше́льфовый ледни́к Фи́льхнера (англ. The Filchner–Ronne Ice Shelf) — шельфовый ледник в Западной Антарктиде, между Берегом Луитпольда и возвышенностью Беркнер. Вдаётся в море Уэдделла.
Советская станция Дружная-1 была создана в 1975 году как сезонный полевой лагерь на шельфовом леднике Фильхнера для проведения топографо-геодезического картографирования местности. В 1986 году спутниковые снимки показали раскол льда в районе Дружной I. Айсберг A23a ушёл в море в 1986 году, когда лёд, на котором он находился, откололся от основного шельфового ледника. Позднее он был обнаружен в море кораблем «Капитан Кондратьев». Оборудование станции и сборные конструкции были доставлены по воздуху на построенную в 1987 году недалеко от мыса Норвегия советскую станцию Дружная-3.

## История
Ледник был открыт в 1912 году немецкой антарктической экспедицией Вильгельма Фильхнера и назван в его честь. В разные годы на леднике функционировали полярные станции СССР, США, Великобритании. В настоящее время здесь действует аргентинская станция Бельграно II.

## Описание

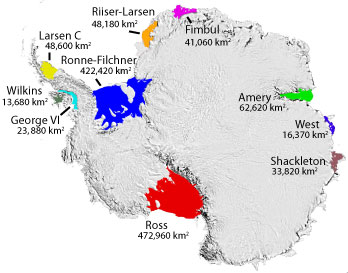
Некоторые назвали антарктических шельфовых ледников

Шельфовый ледник Фильхнера-Ронне делится на восточную (Фильхнера) 79°00′ ю. ш. 40°00′ з. д. и более крупную западную (Ронне)78°30′ ю. ш. 61°00′ з. д. части островом Беркнер. Весь шельфовый ледник занимает площадь около 420 000 км², что делает его вторым по величине шельфовым ледником на Земле после шельфового ледника Росса. Размеры ледника Фильхнера: с севера на юг до 450 км, с запада на восток примерно 200 км. Толщина льда от 200 м в приморской части до 450—700 м в ближней к материку. Высота ледника на его краю — около 30 м, высота его средней и тыловой части — 70-120 м.
Шельфовый ледник Фильхнера на западе граничит с островом Беркнер, а на востоке — с землёй Котса. Восточная часть этого шельфа была открыта в 1912 году Германской антарктической экспедицией под руководством Вильгельма Фильхнера. Фильхнер назвал эту особенность в честь кайзера Вильгельма, но император попросил назвать её в честь первооткрывателя. Шельф питается в основном ледниками Слессора, Рековери, Бейли и ледником Суппорт-Форс, расположенными к востоку от острова Беркнер.
В 2021 году сообщалось, что на валуне под западной окраиной шельфового ледника Фильхнера, недалеко от острова Беркнер, на глубине 1233 м (872 из которых были льдом), в 260 км от открытой воды было обнаружено сообщество животных, состоящее из губок и стебельчатых таксонов (возможно, губок, асцидий, гидроидов, полихет, книдарий, усоногих).

## Движение ледника
В 1998 году от ледника откололся айсберг A-38 площадью 6900 км², крупнейший за всю историю наблюдений на тот момент (стал вторым по площади после образования айсберга B-15 (11 тысяч км²) в 2000 году). В мае 2000 года от ледника откололся айсберг размером 167 на 32 км, получивший название A-43. В мае 2021 года от ледника откололся айсберг A-76 площадью 4320 км², что превышает площадь острова Мальорка и почти в четыре раза больше айсберга A-74, отколовшегося от ледника в том же году. В 2023 году айсберг A23a, который откололся в 1986 году, но сел на мель и долгое время был неподвижен, отправился в свободное плавание. Его площадь около 4 тыс. км² (примерно в три раза превышает размер Нью-Йорка), а масса — 1 трлн тонн.